# Даней Гарсия
Даней Гарсия (родена 5 юли 1984 в Хавана, Куба) е кубинска актриса.
Става известна с ролята си на София Луго в богатия на успехи американски сериал „Бягство от затвора“.
Прекарва детството си в Хавана и на 13 години започва да ходи на уроци по балет. Чрез връзки с приятели започва кариерата си в развлекателния бранш.

## Филмография
- 2006: „Даника“
- 2007: „От местопрестъплението: Маями“
- 2007: „Бягство от затвора“
- 2007: „От Мексико с любов“